# سوق المباركية
سوق المباركية هو سوق كويتي تراثي يقع في منطقة القبلة، سمي نسبة إلى الشيخ مبارك الصباح، ويتميز السوق بتصميمه الذي يشبه الأسواق القديمة. وهو من المعالم التراثية لدولة الكويت هذا السوق يزخر بأنواع وفيرة من اللحوم والاسماك والمواد الغذائية والاستهلاكية والحلويات الشعبية والتمور والعسل ومحلات العطارة والملبوسات الرجالية والنسائية، إضافة إلى مجموعة من محلات أكسسوارات والسلع التراثية والتحف والخزفيات والتذكارات وكلها بأسعار مناسبة كما يوجد به سوق لبيع وشراء المصوغات الذهبية والمجوهرات. كما يوجد داخل السوق العديد من المقاهي الشعبية والاستراحات والمطاعم صممت على طراز القديم وتقدم مأكولات ومشروبات شعبية.

## بدايته

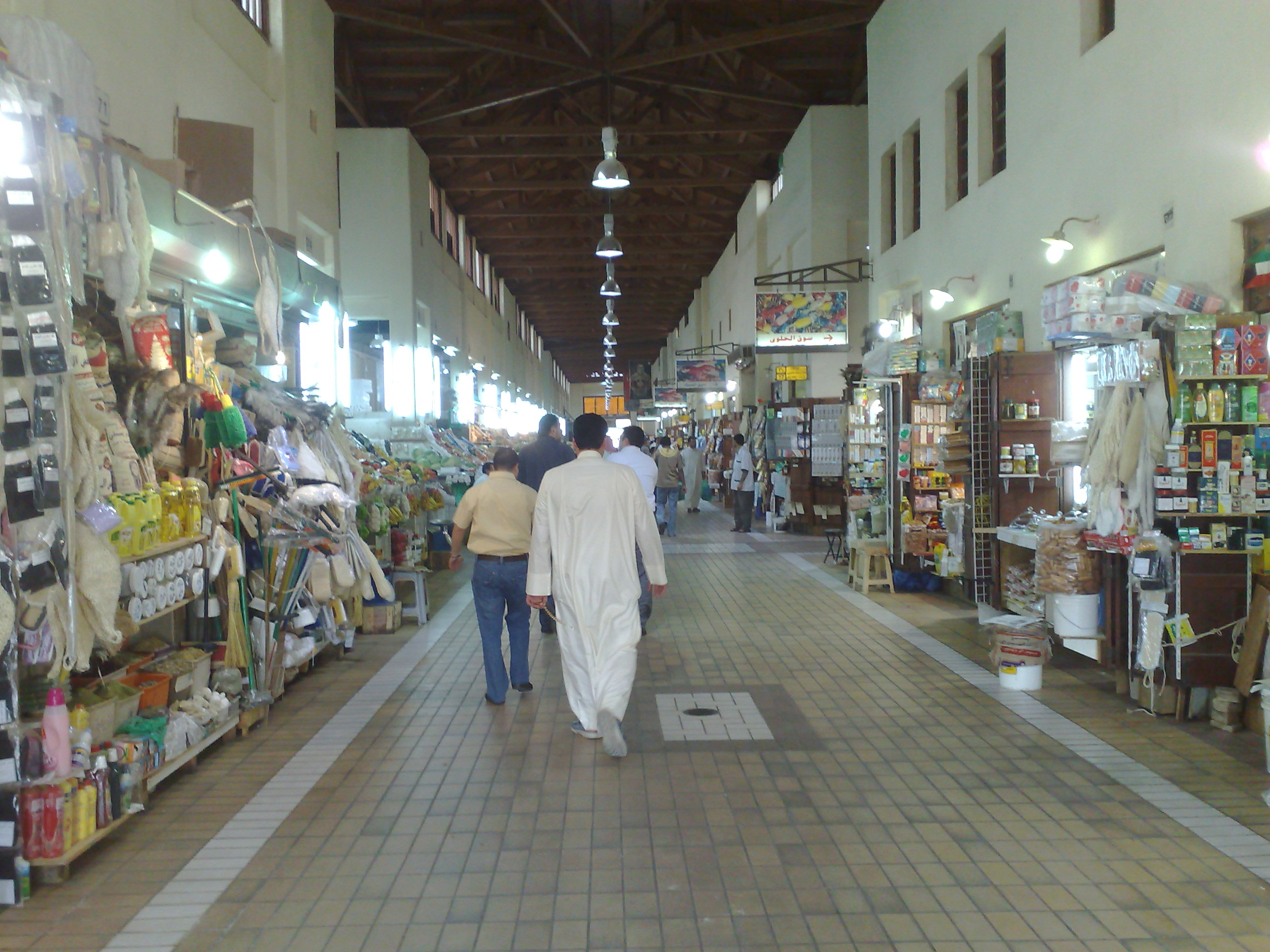
سوق المباركية

في عام 1897 افتتح الشيخ مبارك الصباح كشكاً واعتبر الكشك ديوانا لإدارة الشؤون العامة والاستماع إلى آراء ومشكلات الناس ثم أصبح أول محكمة في الكويت وفي الوقت الحالي بالإمكان الذهاب إلى الكشك في سوق المباركية وهو حاليًا متحف أثري يستعرض مقتنيات الشيخ مبارك ووسائل الحياة في ذاك الزمان.

## نشأة
سُمي سوق المباركية  بهذا الاسم نسبة إلى الشيخ مبارك الصباح وقد نشأ على يد التجار الكويتيين، الذين كانوا يجلبون بضاعتهم من العراق والهند وإفريقيا عبر السفن ويلتقون في هذه السوق لتبادل البضائع. وأخذت السوق شهرة واسعة على مستوى الخليج، ولا سيما أنها السوق المغذية لدول مجلس التعاون، ومن بعدها أصبح ملتقى تجاريا لتجار الخليج العربي.

## الأسواق الموجودة في سوق المباركية
يحتوي سوق المباركية على أنواع عديدة ومختلفة من اللحوم والأسماك والمواد الغذائية والاستهلاكية والحلويات الشعبية والتمور والعسل ومحلات العطارة والملبوسات الرجالية والنسائية، إضافة إلى مجموعة من محلات إكسسوارات والسلع التراثية والتحف والخزفيات والتذكارات وكلها بأسعار مناسبة كما يحتوى على سوق لبيع وشراء المصوغات الذهبية والمجوهرات
يضم سوق المباركية مجموعة من الأسواق لا زالت موجودة والبعض تم إزالتها
- سوق الذهب المباركية
- سوق الصرافين
- سوق السلاح
- سوق السمك المباركية
- سوق الخضروات والفواكة
- سوق التمور
- سوق البهارات والعطارة
- سوق المسابيح

وأيضًا يضم سوق المباركية مجموعة من المقاهي الشعبية والاستراحات والمطاعم التي تم تصميمها على الطراز المعماري القديم وهى تقدم مأكولات ومشروبات شعبية، ومحلات الحلويات التي تشتهر بالحلوى الكويتية القديمة مثل الدرابيل والرهش و البقصم والزلابية والبقلاوة التي اعتاد الكويتيون والخليجيون أكلها منذ القدم حلويات الشمالي أصبح مرجع للزوار الكويت لشراء أفضل الحلويات الكويتية.
يبقى سوق المباركية هو الأكثر شهرة وشعبية، حيث يستقطب المواطنين والمقيمين والسياح ليمضوا سهراتهم في أجواء ترجع بهم إلى الماضي المحمل بعبق التراث الجميل وبساطته، إضافة إلى طبيعة أكلاته الشعبية ومشروباته اللذيذة”.
ويزخر سوق المباركية بالعديد من المقتنيات الأثرية القديمة التي يعود تاريخها لمئات من السنين، والتصميم الهندسي التراثي الذي يجعل السائح يعيش أجواء الأسواق التراثية القديمة، سواء بمقتنياتها ومحتوياتها أو تصميمها.